# Raccoon Island (Massachusetts)
Raccoon Island (deutsch Waschbär-Insel) ist eine Insel im Boston Harbor. Sie liegt 7,8 mi (12,6 km) vom Bostoner Stadtzentrum entfernt auf dem Gebiet des Bundesstaats Massachusetts der Vereinigten Staaten. Raccoon Island verfügt über eine Fläche von ca. 3,6 Acres (1,5 ha), gehört zu Quincy und ist Teil der Boston Harbor Islands National Recreation Area.
Die Insel erhebt sich bis zu 30 ft (9,1 m) über dem Meeresspiegel und wurde bereits von den Indianern genutzt. Noch im 19. Jahrhundert wurde ihre Fläche mit 10 Acres (4 ha) angegeben.